# St. Nikolaus (Hladké Životice)

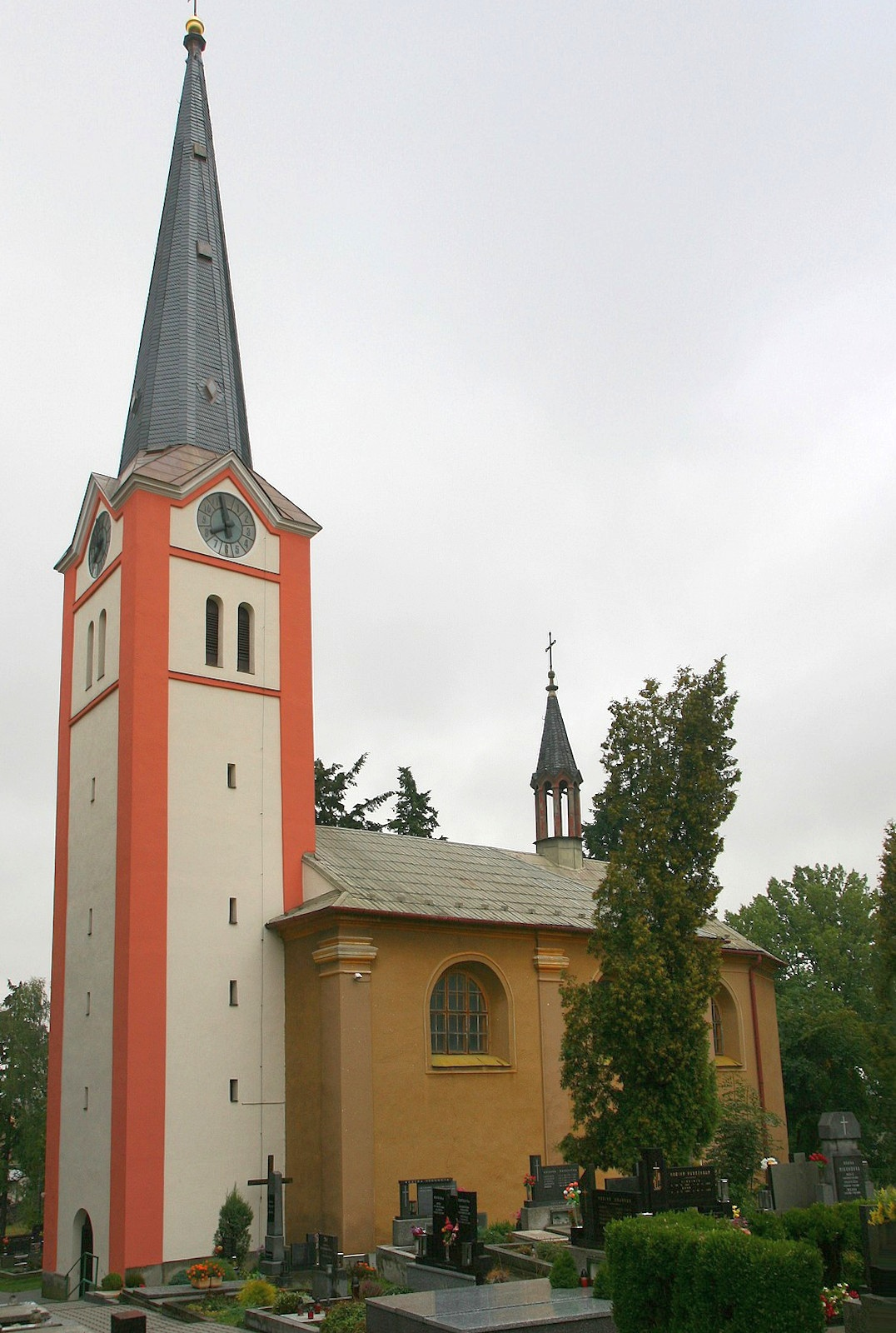
Kirche St. Nikolaus, Südseite (2013)

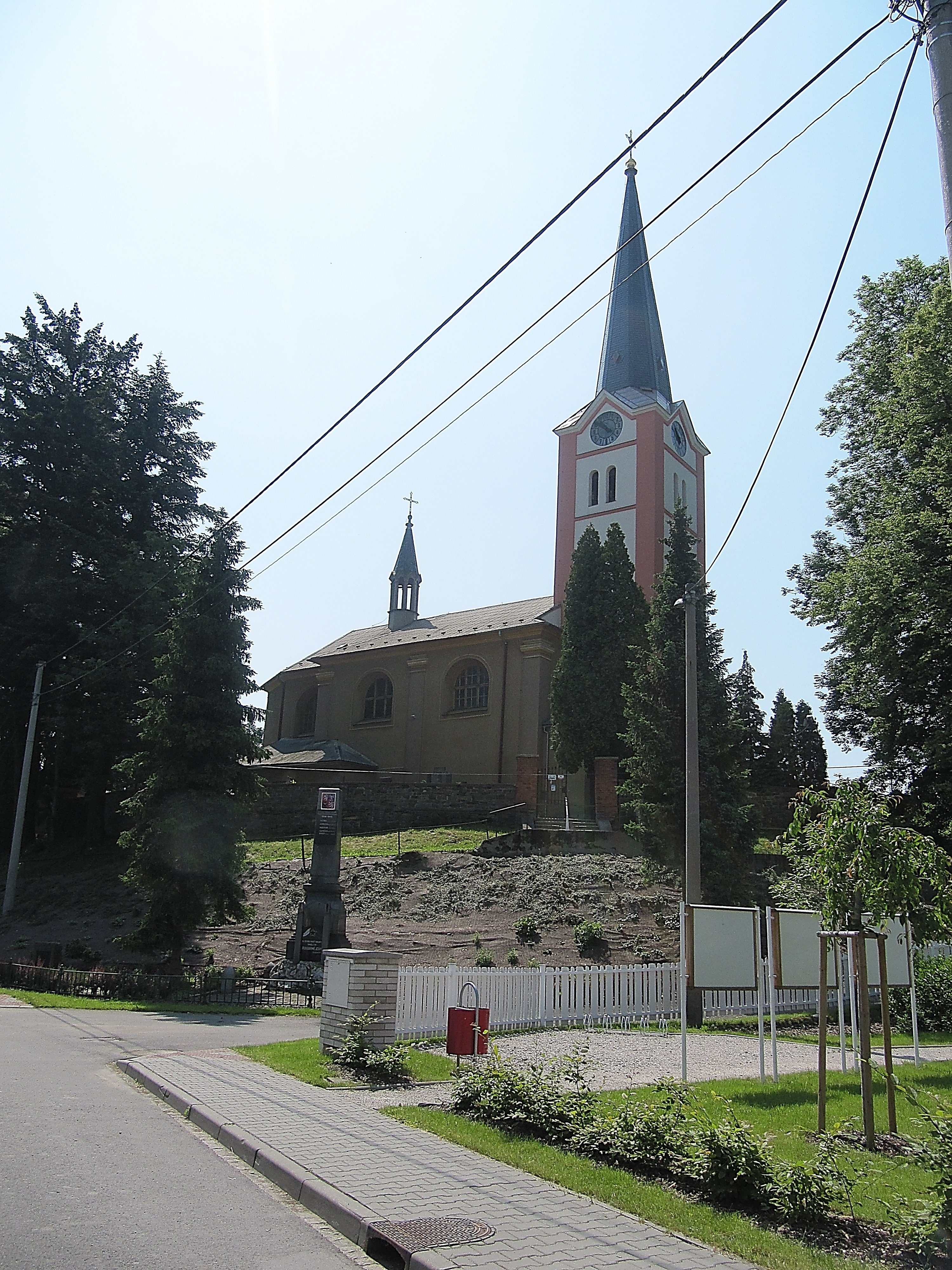
Blick von Nordwesten auf die Kirche

Die frühbarocke Pfarrkirche St. Nikolaus (tschechisch Kostel sv. Mikuláše) ist ein dem Patronat des hl. Nikolaus von Myra anvertrautes Kirchengebäude des römisch-katholischen Bistums Ostrau-Troppau in der Gemeinde Hladké Životice (Seitendorf b. Fulnek) im Okres Nový Jičín, Tschechien. Das denkmalgeschützte Bauwerk gehört zur Pfarrei Hladké Životice-Pustějov-Kujavy.

## Lage
Die von einem ummauerten Friedhof umgebene Kirche befindet sich rechtsseitig des Husí potok (Gansbach) auf einem erhöhten Platz im Ortszentrum von Hladké Životice an der Hauptstraße (ul. Hlavní). Nördlich der Kirche liegt das Gemeindeamt, daneben das Kulturhaus. Gegen Osten steht das Spritzenhaus.

## Beschreibung
Das geostete einschiffige Bauwerk hat eine Länge von 17 m und eine Breite von 8,5 m. Es besteht aus einem quadratischen Schiff und einem eingerückten fünfeckigen Presbyterium an der Ostseite. Das Schiff und Presbyterium sind mit einem blechgedeckten Satteldach mit verbundenem Dachstuhl und achteckigem Dachreiter mit Laterne versehen. An der Nord- und Südseite befinden sich je drei Bogenfenster – zwei im Schiff, das dritte im Presbyterium. Den westlichen Abschluss bildet der 36 m hohe Kirchturm mit Uhrwerk und einem schiefergedeckten Spitzdach.
Neben dem Hauptaltar des hl. Nikolaus von Myra ist die Kirche mit zwei weiteren Altären, die dem hl. Josef und der Jungfrau Maria gewidmet sind, ausgestattet. Das älteste Inventar ist eine Glocke aus dem 14. Jahrhundert. Die Orgel stammt wahrscheinlich aus den 1870er Jahren; sie wurde von Johann und Karl Neusser aus Neutitschein geschaffen.
Am nordwestlichen Fuße des Kirchhügels steht ein steinernes Kreuz neben dem Eingang zum Friedhof. In der kleinen Parkanlage nördlich des Hügels befinden sich zwei Gedenksteine: Der eine erinnert an den Ehrenbürger Heinrich Irmler, der andere (ehemals Kriegerdenkmal) an die Opfer des Zweiten Weltkrieges; das ebenfalls in dem Park gestandene Kudlichdenkmal wurde nach 1945 beseitigt.

## Geschichte
Spätestens seit dem ersten Drittel des 14. Jahrhunderts bestand in Seitendorf eine Pfarrkirche. Im Jahre 1337 wurde ein Pfarrer Albert in Seitendorf urkundlich erwähnt. Ab 1517 verbreiteten sich die Gedanken der Reformation in dem Dorf. Zwischen 1590 und 1620 blieb die katholische Pfarrstelle unbesetzt, da die meisten Bewohner zu den Mährischen Brüdern übergetreten waren; später erlosch sie ganz. Die ersten Kirchenbücher wurden 1636 in Klantendorf geführt.
Die alte Holzkirche wurde 1686 abgebrochen und an ihrer Stelle ein neuer – nunmehr steinerner – Kirchenbau, dessen westlichen Abschluss ein mit einem Mauerkranz bekrönter Turmstumpf bildete, errichtet. 1784 stiftete der Religionsfonds eine Lokalie in Seitendorf. Im Jahr darauf wurden die ersten Kirchenbücher angelegt.
Die Chorempore wurde 1802 eingebaut. 1870 wurde der Turmstumpf mit einem zwölf Meter hohen sechseckigen Spitzdach versehen. Der ursprünglich mit einem Zwiebelhelm versehene Dachreiter erhielt 1875 seine heutige Gestalt.
Im Januar 2011 wurde die Kirche zum Kulturdenkmal erklärt.